# لوکاس پودولسکی
لوکاس یوزف پودولسکی (آلمانی: Lukas Josef Podolski؛ زادهٔ ۴ ژوئن ۱۹۸۵)، بازیکن فوتبال لهستانی الاصل اهل آلمان است.وی در باشگاه فوتبال گورنیک زابژه لهستان بازی می‌کند.

وی در جام جهانی ۲۰۰۶ عنوان بهترین بازیکن جوان را به دست آورد. 
وی پس از سپری کردن دورانی ناموفق در باشگاه بایرن مونیخ از تاریخ ۱ ژوئیه ۲۰۰۹ مجدد به باشگاه سابق خود کلن بازگشت. پودولسکی در جام جهانی آفریقای جنوبی زننده اولین گل آلمان به تیم استرالیا بود، او همچنین در بازی با انگلستان در مرحله یک‌هشتم پایانی موفق به گلزنی شد و تعداد گل‌های خود را به عدد ۴۰ رساند.
وی سرانجام در تابستان سال ۲۰۱۲ از تیم فوتبال کلن جدا شد و به آرسنال انگلستان پیوست
او در بازی مقابل دانمارک در بازی‌های مرحله گروهی جام ملت‌های اروپا ۲۰۱۲ صدمین بازی ملی اش را برای تیم ملی آلمان انجام داد و به باشگاه صد تایی‌ها پیوست وی در آن دیدار همچنین موفق شد چهل و چهارمین گل ملیش را نیز به ثمر برساند.
اجداد پدری لوکاس پودولسکی مثل میروسلاو کلوزه دارای‌تبار آلمانی هستند که در منطقه سیلیزیای لهستان که تا پیش از جنگ جهانی دوم بخشی از خاک آلمان و عمدتاً آلمانی زبان بوده ساکن بوده‌اند و تا سال ۱۹۴۵ شهروند آلمانی محسوب می‌شدند. خانواده آنها در سال ۱۹۸۷ در زمانی که پودولسکی ۲ ساله بود به دلیل آلمانی‌تبار بودن و طبق قانون بین‌المللی Right of return یا حق بازگشت توانستند تابعیت آلمان را دریافت نمایند.
لوکاس پودولسکی در زمستان ۲۰۱۵ به اینتر قرض داده شد و فقط یک نیم فصل در اینتر بماند سپس او با قرارداد ۳ ساله به گالاتاسرای ترکیه پیوست. از افتخارات مهم وی در سطح باشگاهی می‌توان به قهرمانی در بوندسلیگا و جام حذفی آلمان با تیم بایرن مونیخ، قهرمانی جام حذفی انگلیس با آرسنال، قهرمانی دو جام حذفی و دو سوپر جام ترکیه با گالاتاسرای نام برد

## افتخارات

### کلن
قهرمان بوندسلیگا دو:۲۰۰۴

### بایرن مونیخ
قهرمان بوندسلیگا:۲۰۰۷/۰۸
قهرمان جام حذفی المان:۲۰۰۸
قهرمان جام اتحادیه المان:۲۰۰۷

### آرسنال
قهرمان جام حذفی انگلیس:۲۰۱۴
زجزسچال۶سککتلهب۶بلاشاکنیس۴۴۴